# Onthophagus werneri
Onthophagus werneri es una especie de insecto del género Onthophagus, familia Scarabaeidae, orden Coleoptera.
Fue descrita científicamente por Moretto & Nicolas en 2002.